# 愛知県道60号名古屋長久手線

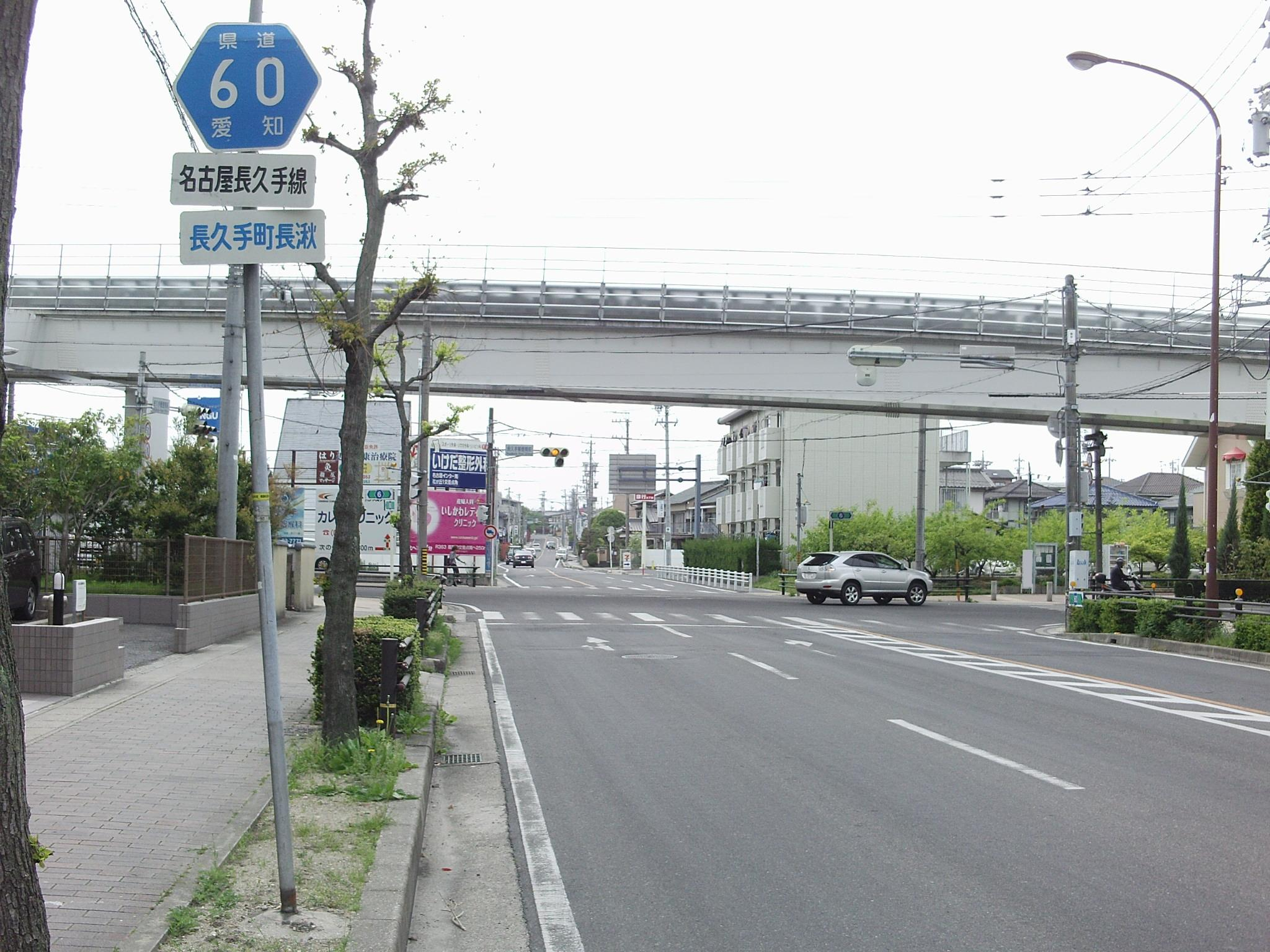
一部に農地が残りながらも市街化･宅地化が進んだ長久手市。沿線では土地区画整理事業に伴い字名地番の再編が行われた。なお、正面の高架は愛知高速交通東部丘陵線（リニモ）である。

愛知県道60号名古屋長久手線（あいちけんどう60ごう なごやながくてせん）は、愛知県名古屋市中村区と長久手市を結ぶ愛知県の主要地方道である。

## 概要

### 路線データ
- 起点：愛知県名古屋市中村区名駅南一丁目・笹島交差点（愛知県道68号名古屋津島線（名駅通・太閤通）、名古屋市道愛知名駅南線（名駅通）交点）
- 終点：愛知県長久手市岩作権代・長湫中池交差点（愛知県道233号岩作諸輪線接点、愛知県道57号瀬戸大府東海線交点）
  - 東部丘陵線（リニモ）開業以前[注釈 1]は、長久手市の「熊田」-「作田2」-「長久手郵便局前」交差点の間がこの県道区間だった。現在は市道に降格。

## 沿革
- 1965年（昭和40年）11月29日 - 認定

## 通過する自治体
- 名古屋市（中村区 - 中区 - 千種区 - 名東区）
- 長久手市

## 交差する道路

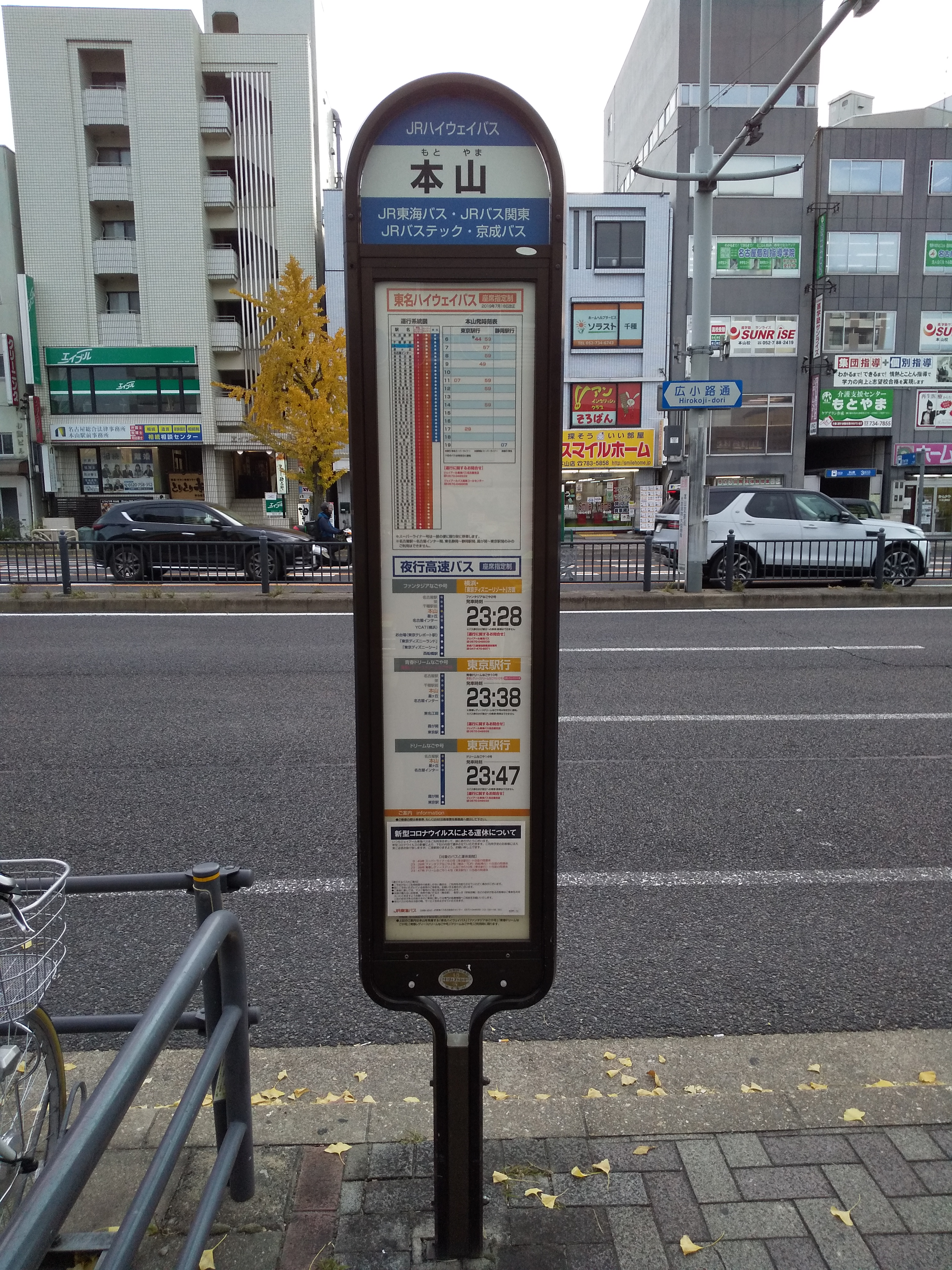
本山交差点付近の広小路通

| 接続する道路                                         | 接続する場所 | 接続する場所                                                      | 接続する場所                                                      | 接続する場所                                                             | 備考                                                              |
| ---------------------------------------------------- | ------------ | ----------------------------------------------------------------- | ----------------------------------------------------------------- | ------------------------------------------------------------------------ | ----------------------------------------------------------------- |
| 全ての座標を示した地図 - OSM 全座標を出力 - KML 表示 |              |                                                                   |                                                                   |                                                                          |                                                                   |
| 愛知県道107号中川中村線（江川線）                    | 中村区       | 名駅南一丁目                                                      | 柳橋交差点                                                        | 北緯35度10分5.3秒 東経136度53分23秒 / 北緯35.168139度 東経136.88972度    |                                                                   |
| 名古屋市道江川線（江川線）                           | 中村区       | 名駅南一丁目                                                      | 柳橋交差点                                                        | 北緯35度10分5.3秒 東経136度53分23秒 / 北緯35.168139度 東経136.88972度    |                                                                   |
| 国道19号（伏見通）                                   | 中区         | 栄一丁目                                                          | 広小路伏見交差点                                                  | 北緯35度10分5.6秒 東経136度53分51秒 / 北緯35.168222度 東経136.89750度    | 地下鉄鶴舞線・東山線伏見駅前                                      |
| 国道22号（伏見通）                                   | 中区         | 栄一丁目                                                          | 広小路伏見交差点                                                  | 北緯35度10分5.6秒 東経136度53分51秒 / 北緯35.168222度 東経136.89750度    | 地下鉄鶴舞線・東山線伏見駅前                                      |
| 大津通                                               | 中区         | 栄三丁目                                                          | 栄交差点                                                          | 北緯35度10分8秒 東経136度54分24.9秒 / 北緯35.16889度 東経136.906917度    |                                                                   |
| 久屋大通                                             | 中区         | 栄三丁目                                                          | 広小路久屋西交差点・広小路久屋東交差点                            | 北緯35度10分8.4秒 東経136度54分31.1秒 / 北緯35.169000度 東経136.908639度 | 地下鉄東山線・名城線栄駅前                                        |
| 名古屋市道堀田高岳線（空港線）                       | 中区         | 新栄町3丁目 新栄一丁目                                            | 東新町交差点                                                      | 北緯35度10分9.8秒 東経136度54分52.5秒 / 北緯35.169389度 東経136.914583度 |                                                                   |
| 名古屋高速都心環状線                                 | 中区         | 新栄一丁目                                                        | 東新町入口                                                        | 北緯35度10分6.9秒 東経136度54分53.1秒 / 北緯35.168583度 東経136.914750度 |                                                                   |
| 国道153号（葵町線）                                  | 中区         | 新栄二丁目                                                        | 広小路葵交差点                                                    | 北緯35度10分11秒 東経136度55分9.7秒 / 北緯35.16972度 東経136.919361度    |                                                                   |
| 名古屋市道名古屋環状線（環状線）                     | 千種区       | 今池五丁目                                                        | 今池交差点                                                        | 北緯35度10分8.7秒 東経136度56分13.2秒 / 北緯35.169083度 東経136.937000度 | 地下鉄東山線・桜通線今池駅前                                      |
| 愛知県道30号関田名古屋線                             | 千種区       | 末盛通2丁目                                                       | 末盛通2丁目交差点                                                 | 北緯35度9分57.5秒 東経136度57分26.5秒 / 北緯35.165972度 東経136.957361度 | 愛知学院大学歯学部前                                              |
| 山手グリーンロード                                   | 千種区       | 末盛通5丁目 東山通1丁目                                           | 本山交差点                                                        | 北緯35度9分49.8秒 東経136度57分48.9秒 / 北緯35.163833度 東経136.963583度 | 地下鉄東山線・名城線本山駅前                                      |
| 愛知県道217号岩藤名古屋線（名東本通）                | 千種区       | 星ヶ丘1丁目                                                       | 星ヶ丘交差点                                                      | 北緯35度9分45.5秒 東経136度59分9秒 / 北緯35.162639度 東経136.98583度     | 地下鉄東山線星ヶ丘駅前                                            |
| 国道302号（名古屋環状2号線）                         | 名東区       | 上社四丁目                                                        |                                                                   | 北緯35度10分16.1秒 東経137度0分17.4秒 / 北緯35.171139度 東経137.004833度 | 上社JCT北西交差点など4連絡路およびオーバーパス                    |
| C2 名古屋第二環状自動車道                            | 名東区       |                                                                   | 上社JCT部分                                                       |                                                                          | 接続は国道302号上の上社ICおよび上社南IC                           |
| 愛知県道59号名古屋中環状線                           | 名東区       | 社が丘一丁目                                                      | 本郷交差点                                                        | 北緯35度10分27.4秒 東経137度0分42.4秒 / 北緯35.174278度 東経137.011778度 | 名二環高架下                                                      |
| 愛知県道219号浅田名古屋線                            | 名東区       | 社が丘一丁目                                                      | 本郷交差点                                                        | 北緯35度10分27.4秒 東経137度0分42.4秒 / 北緯35.174278度 東経137.011778度 | 名二環高架下                                                      |
| E1 東名高速道路                                      | 名東区       | 姫若町                                                            | 名古屋IC                                                          | 北緯35度10分22.1秒 東経137度1分8秒 / 北緯35.172806度 東経137.01889度     |                                                                   |
| C2 名古屋第二環状自動車道                            | 名東区       | 姫若町                                                            | 本郷IC                                                            | 北緯35度10分28.1秒 東経137度0分54.9秒 / 北緯35.174472度 東経137.015250度 |                                                                   |
| 愛知県道6号力石名古屋線                              | 長久手市     | 杁ヶ池・杁ヶ池交差点 - 久保山・長久手郵便局前交差点で重複         | 杁ヶ池・杁ヶ池交差点 - 久保山・長久手郵便局前交差点で重複         | 杁ヶ池・杁ヶ池交差点 - 久保山・長久手郵便局前交差点で重複                | 杁ヶ池・杁ヶ池交差点 - 久保山・長久手郵便局前交差点で重複         |
| 愛知県道57号瀬戸大府東海線                           | 長久手市     | 先達・御富士交差点 - 岩作権代・長湫中池交差点で重複               | 先達・御富士交差点 - 岩作権代・長湫中池交差点で重複               | 先達・御富士交差点 - 岩作権代・長湫中池交差点で重複                      | 先達・御富士交差点 - 岩作権代・長湫中池交差点で重複               |
| 愛知県道233号岩作諸輪線(別ルート)                    | 長久手市     | 岩作権代・長湫中池交差点：延長線上で県道6号・名古屋瀬戸道路に接続 | 岩作権代・長湫中池交差点：延長線上で県道6号・名古屋瀬戸道路に接続 | 岩作権代・長湫中池交差点：延長線上で県道6号・名古屋瀬戸道路に接続        | 岩作権代・長湫中池交差点：延長線上で県道6号・名古屋瀬戸道路に接続 |
| 全ての座標を示した地図 - OSM                         |              |                                                                   |                                                                   |                                                                          |                                                                   |
| 全座標を出力 - KML                                   |              |                                                                   |                                                                   |                                                                          |                                                                   |
| 表示                                                 |              |                                                                   |                                                                   |                                                                          |                                                                   |

## 路線の特色
名古屋市内の区間は中心部が広小路通、郊外部が覚王山通・末盛通・東山通と通称される名古屋のメインストリートの一つで、沿線にはオフィスビルや百貨店など商業施設が集積している。千種区池下までは市道錦通が北側に並行している。広小路葵交差点（中区） - 東名名古屋IC（名東区）は片側3車線、笹島交差点（中村区） - 広小路葵交差点と名古屋IC - 杁ヶ池交差点（長久手市）は片側2車線。長久手市内では、市内区間が愛知県道6号力石名古屋線と合わせて、グリーンロードと呼ばれている。
名古屋市名東区上社（国道302号（名古屋環状2号線）上社JCT交差点） - 長久手市岩作権代（長湫中池交差点）の間を、最大1.2km程度の間隔を置いて、愛知県道6号力石名古屋線が並行している。また、伏見通と交差する広小路伏見交差点 - 長久手市内の間で、500m - 3kmほどの間隔をおいて、愛知県道215号田籾名古屋線が並行している。
笹島交差点（中村区） - 名古屋インターチェンジ（名東区）の間で名古屋市営地下鉄東山線と並行しており、このうち覚王山駅から一社駅までが当線の地下に存在する。
当県道で広小路通 - 東山通 - グリーンロードと呼ばれる区間（笹島交差点 - 杁ヶ池交差点）は、名東区の本郷交差点 - 姫若交差点の東行を除いて電線が地中化されている。
当県道を地学的に見ると、概ね広小路通と呼ばれる区間のうち池下より西は熱田台地を、それ以外の区間は尾張丘陵を通過している。
名古屋市中心部と東名高速、さらに瀬戸市南部や豊田市方面とを結ぶメインルートとして交通量が非常に多く、特に名古屋市内では一日中慢性的な渋滞が発生している。加えて長久手市内の当県道は、イオンモール長久手や愛・地球博記念公園（通称：モリコロパーク）、IKEA長久手などに向かう車で、特に週末は渋滞する。
先に述べた通り、当県道は名古屋市中心部 - 郊外を結ぶ路線であり、なおかつ名駅や栄、錦三などといった繁華街を通るため、郊外（名東区・長久手市方面）へ向かうにつれて沿線の光景が繁華街から住宅街へと変わっていくのがはっきりとわかる。大まかには長久手市の杁ヶ池交差点で、性格が大きく変わる。笹島交差点 - 杁ヶ池交差点は4 - 6車線、杁ヶ池交差点 - 長久手市中心部方面は（生活道路としての面もある）2車線である。とりわけ長久手市の御富士（おふじ）交差点より東は一部が市街化調整区域となっており、名古屋市内（特に市内中心部の繁華街）とは全く逆の光景が見られる。

## 沿線・周辺

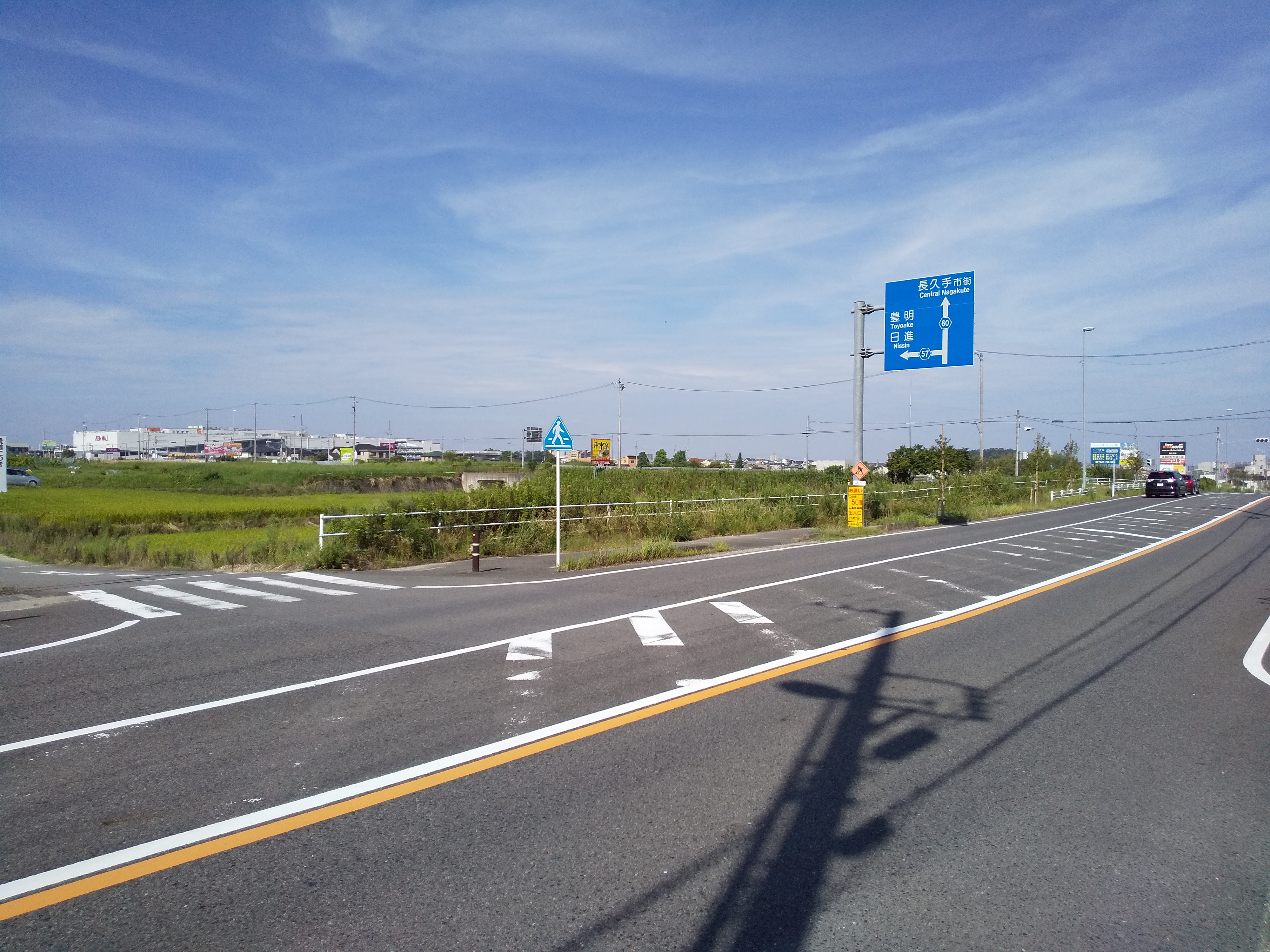
現在の終点、長久手中学校近くの長湫中池交差点を県道233号側から望む。市街化調整区域内にあり、水田も多く残る。遠景はイオンモール長久手である。

名古屋市内の区間については広小路通、東山通を参照。
- 日東工業本社
- 長久手市立西小学校
- アピタ長久手店
- 杁ヶ池公園
- 長久手郵便局
- 愛知高速交通東部丘陵線（リニモ） はなみずき通駅
- 長久手市立長久手小学校
- 長久手市立長久手中学校
- イオンモール長久手

## 別名

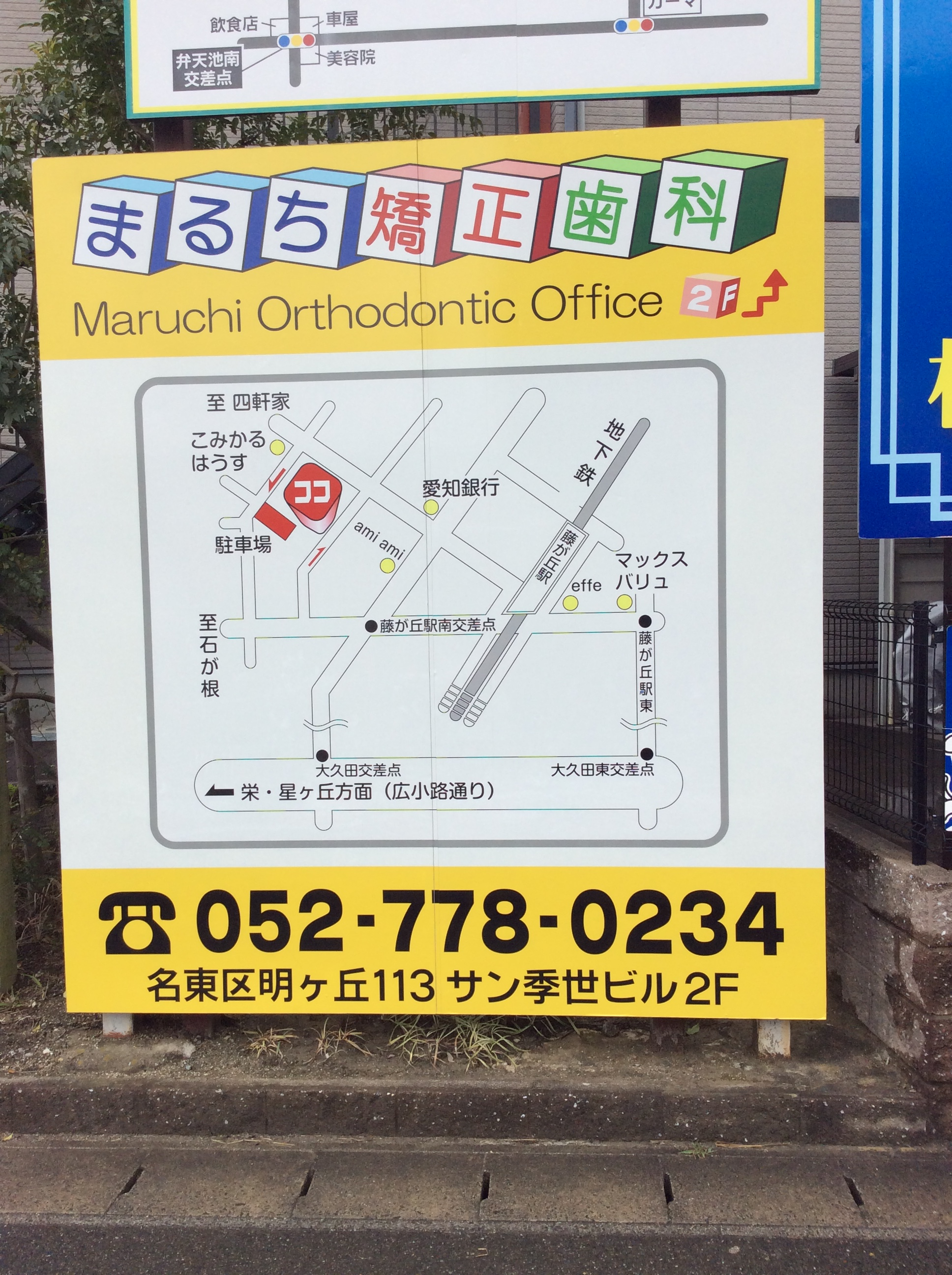
愛知県日進市の某所にある看板広告。本来は「東山通」の名称がある区間だがこの例のように総称として「広小路通」の名称が用いられることがある。なおこの区間は、「グリーンロード」とも呼ばれている。

- 広小路通（名古屋市中村区、中区、千種区）[注釈 8]
- 覚王山通（名古屋市千種区）
- 末盛通（名古屋市千種区）
- 東山通（名古屋市千種区、名東区、長久手市）
- グリーンロード（長久手市、名古屋市名東区）
- 図書館通り（長久手市）
- 御富士線（長久手市）